# 190

## Nașteri
- dată necunoscută: Gordian al II-lea  (d. 238)
- dată necunoscută: Timesitheus  (d. 243)

## Decese
- dată necunoscută: Athenagoras din Atena  (n. 133)